# Orconectes pagei
Orconectes pagei är en kräftdjursart som beskrevs av Taylor och Sabaj 1997. Orconectes pagei ingår i släktet Orconectes och familjen Cambaridae. IUCN kategoriserar arten globalt som livskraftig. Inga underarter finns listade i Catalogue of Life.